# Епархия Сакатеколуки
Епархия Сакатеколуки (лат. Dioecesis Zacatecolucana) — епархия Римско-Католической церкви c центром в городе Сакатеколука, Сальвадор. Юрисдикция епархии Сакатеколуки распространяется на департамент Ла-Пас и небольшую часть департамента Сан-Висенте. Епархия Сакатеколуки входит в митрополию Сан-Сальвадора. Кафедральным собором епархии Сакатеколуки является церковь Богоматери Бедных.

## История
5 мая 1987 года Римский папа Иоанн Павел II издал буллу Circumspicientes Nos, которой учредил епархию Сакатеколуки, выделив её из епархии Сан-Висенте.

## Ординарии епархии
- епископ Romeo Tovar Astorga O.F.M.[1] (5.05.1987 — 17.12.1996) — назначен епископом-коадъютором епархии Сан-Мигеля;
- епископ Elías Samuel Bolaños Avelar S.D.B. (27.02.1998 — по настоящее время).